# Escritas da África

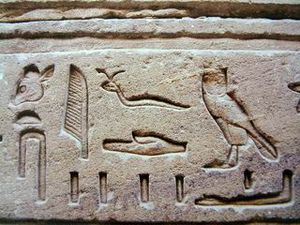
Hieróglifos egípcios

O conceito sistemas de escrita da África se refere aos sistemas de escrita atuais e históricos usados no continente africanos, tanto os dali nativos e também os ali introduzidos por colonizadores e pelos muçulmanos.
O alfabeto latino é a escrita mais usada no continente, em especial na chamada África negra, a subsaariana. A escrita Árabe domina no norte do continente e a Ge'ez, Etíope no Chifre da África. Há ainda escritas regionais com alguma significância.
A importância da tradição e cultura orais da África e suas relações com as línguas europeias através do colonialismo levaram a uma visão equivocada e preconceituosa do ocidente em relação às escritas nativas. Isso se refere tanto às línguas que nunca tiveram escrita, como às que tiveram novas escritas criadas só muito recentemente .

## Escritas introduzidas
Lembremos que muito antes da presença do alfabeto árabe, introduzido na África desde o século VII e do alfabeto latino, ali introduzido por missionários e colonizadores desde o século XIV, outras duas escritas não nascidas no continente, tiveram ali uma significativa presença:
- Alfabeto grego na forma da escrita copta no Egito.
- Alfabeto fenício com a presença da colônia Fenícia em Cartago.

Alfabeto fenício

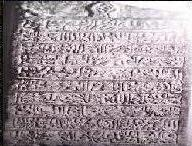
antiga língua somali, expressa em escrita Wadaad, adaptação da escrita árabe

## Sistema de escrita nativos

### Antigas

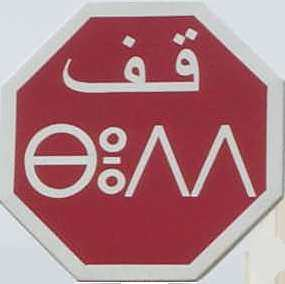
Sinal "Pare" em tifinague. (qif língua árabe bedd em Riffian)

#### Egípcio antiga e meroítica
Os Hieróglifos egípcios são o mais famoso sistema de escrita do continente Africano. Essa escrita se desenvolvida em formas como o Demotico e o Hierático. Mais tarde, esse sistema para a escrita meroítica no vale do alto rio Nilo.

#### Tifinague
O alfabeto tifinague ainda é usado em diversos graus junto com formas modernas de escritas para as línguas berberes (tamazigue, Tamashek, etc.) das regiões do Magrebe, Saara e Sael. O neo-tifinague já foi codificado em Unicode na faixa U+2D30 até U+2D7F, iniciando na versão 4.1.0. com 55 caracteres já definidos, embora sejam usados outros além desse número. Em ISO 15924, o código é Tfng.

#### Ge'ez

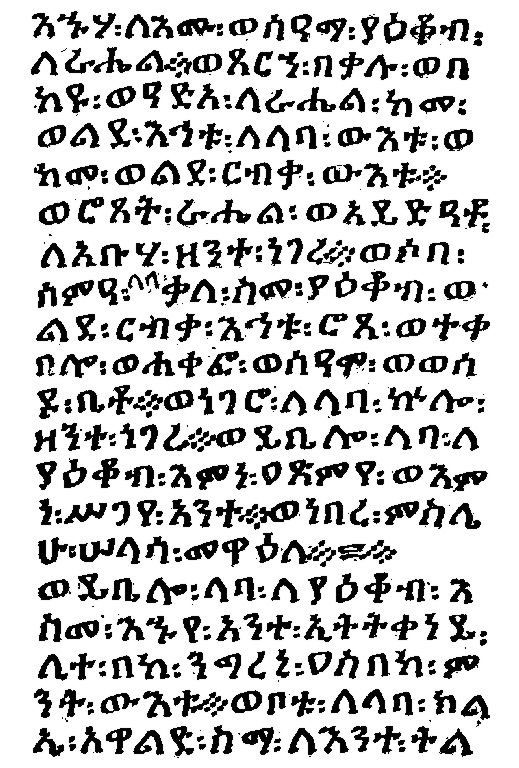
Gênesis 29.11–16 em escrita Ge'ez

A escrita ge'ez é um abugida que foi desenvolvido no Chifre da Africa para a língua ge'ez. Essa escrita é usada hoje na Etiópia e na Eritreia para as línguas Amárica, Tigrínia, Tigré e muitas outras. É conhecida na Etiópia como  língua etíope' e como fidel ou abugida (a real origem do termo criado no século XXI para se referir  às línguas da Índia).
Ge'ez ou Etióptico foi registrado em Unicode 3.0 com os códigos  entre U+1200 e U+137F (decimal 4608–4991) com as sílabas básicas para a língua ge'ez, Amárica, Tigrínia e Tigré incluindo pontuação e numerais.

#### Nsibidi
Nsibidi (também chamada "nsibiri", "nchibiddi" ou "nchibiddy") é um sistema de símbolos nativos do que é hoje o sudeste da Nigéria. Parece tratar-se de uma escrita ideográfica, embora possa incluir segundo alguns algo como logogramas.  Os símbolos têm cerca de 700 anos de existência. As formas mais antigas foram detectadas em objetos de cerâmica encontrados em escavações e móveis primitivos na região de Calabar, datando de um período entre os séculos V e XV.
Lusona
Lusona são ideogramas que funcionavam como mnemônica para registrar provérbios, fábulas, jogos, enigmas, animais e para transmitir conhecimento. Os Lusona se originam do que hoje é o leste da Angola, noroeste da Zâmbia e áreas adjacentes da República Democrática do Congo. Era principalmente praticado pelos povos chócue e luchazes. 

### Modernas

#### Chifre da África

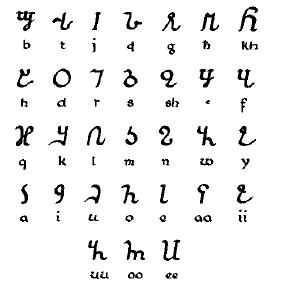
Alfabeto Osmanya

Sistemas de escrita desenvolvidos no século XX para escrever a língua somali incluem o Osmanya, o Borama e o Kaddare, criados por Osman Yusuf Kenadid, Sheikh Abdurahman Sheikh Nuur e Hussein Sheikh Ahmed Kaddare, respectivamente. O Osmanya já tem classificação Unicode -  10480-104AF [U+10480 - U+104AF (66688–66735).
Outros sistemas de escrita também têm sido utilizados ao por diferentes comunidades da região. Dentre esses está a escrita feita pelo Sheikh Bakri Sapalo para a língua oromo

#### Sul da África
- A escrita Mwangwego é usada no Malawi.[10]
- IsiBheqe SoHlamvu (Silabário Bheqe), também chamado Ditema tsa Dinoko, é um silabário usado para escrever as línguas bantas meridionais. [11][12]
- A escrita mandombe foi inventada por Wabeladio Payi em 1978 na República Democrática do Congo. Parece ter sido apoiada pelo Kimbanguismo, sendo usada pelas línguas Kikongo, Lingala, Tshiluba, Suaíli e outras.

#### África Oriental
São várias as escritas da África Oriental  e na África Central. nos dois últimos séculos, um grande número de escritas foi criado na África (Dalby 1967, 1968, 1969). Alguns ainda estão em uso, enquanto outros já foram substituídos por escritas não africanas, tais como o alfabeto latino e a escrita árabe.
O silabário bamum (também Shumom) é um sistema pictigráfico criado no início do século XIX pelo Sultão Njoya Ibrahim para escrever a língua bamum na região que é hoje Camarões. Hoje quase não é usado, mas ainda existe muito material nessa escrita..
Outras escritas modernas dessa região são::
- Escrita bassa[16] of Liberia
- Silabário bété da Costa do Marfim
- A escrita bagam foi usada pelos Bagam de Camarões (conf. Konrad Tuchschere- 1999, Rovenchak 2009).[17]
- Silabário kpelle[18] da Libéria e da Guiné

- Escrita da língua loma[19] > da Libéria e da Guiné

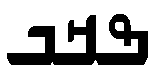
Alfabeto N’ko

- Silabário da língua mende - Ki-ka-ku ou KiKaKui criado por Kisimi Kamara em Serra Leoa no início do século XX, estando ainda em uso.[20]
- O alfabeto N'ko foi criado em 1949 por Solomana Kante na Guiné..[21]
- O silabário vai foi criado por Mɔmɔlu Duwalu Bukɛlɛ para escrever a língua vai no início do século XIX para uso na Libéria, estando ainda em uso.[22]
- A  Zaghawa (Beria) foi criada em 2000 para uso em Darfur e no Chade.

## Lígações externas
- Scripts of Africa
- (em francês) Systèmes alphabétiques des langues africaines
- (em russo) Phenomenon of the African idea of the written language